# 霍梅尼陵
霍梅尼陵（波斯語：آرامگاه روح‌الله خمینی）是伊朗伊斯兰共和国已故最高领袖、伊斯兰革命领导人鲁霍拉·穆萨维·霍梅尼的陵墓，与霍梅尼一起安葬在该陵墓中的还有他于1995年去世的次子艾哈邁德·霍梅尼。

## 历史
霍梅尼陵位于伊朗首都德黑兰南郊的贝赫什特-扎赫拉公墓烈士陵园中，于1989年6月3日霍梅尼逝世开始动工兴造。时至今日，霍梅尼陵仍然没有竣工，但它竣工时将会是一座占地超过20平方公里、包括一个文化和旅游中心、一座研究伊斯兰教的大学、一座神学院、一座购物中心、一座可容纳20,000辆汽车的停车场在内的建筑群的核心部分。据报道，伊朗政府已经向霍梅尼陵工程投资20亿美元。
霍梅尼陵是霍梅尼追随者朝圣之地，是伊朗伊斯兰共和国政府的象征，外国要人有时也会拜访这里。霍梅尼的孙子哈桑·霍梅尼负责照看陵墓。

### 相關事件
根据伊朗官方媒体报道，2009年6月20日，在霍梅尼陵附近发生了一起自杀式炸弹爆炸事件。
2017年6月7日，多名袭击者袭击了位于伊朗首都德黑兰的此地點和伊朗议会大厦，造成12人死亡、42人受伤。

## 详述

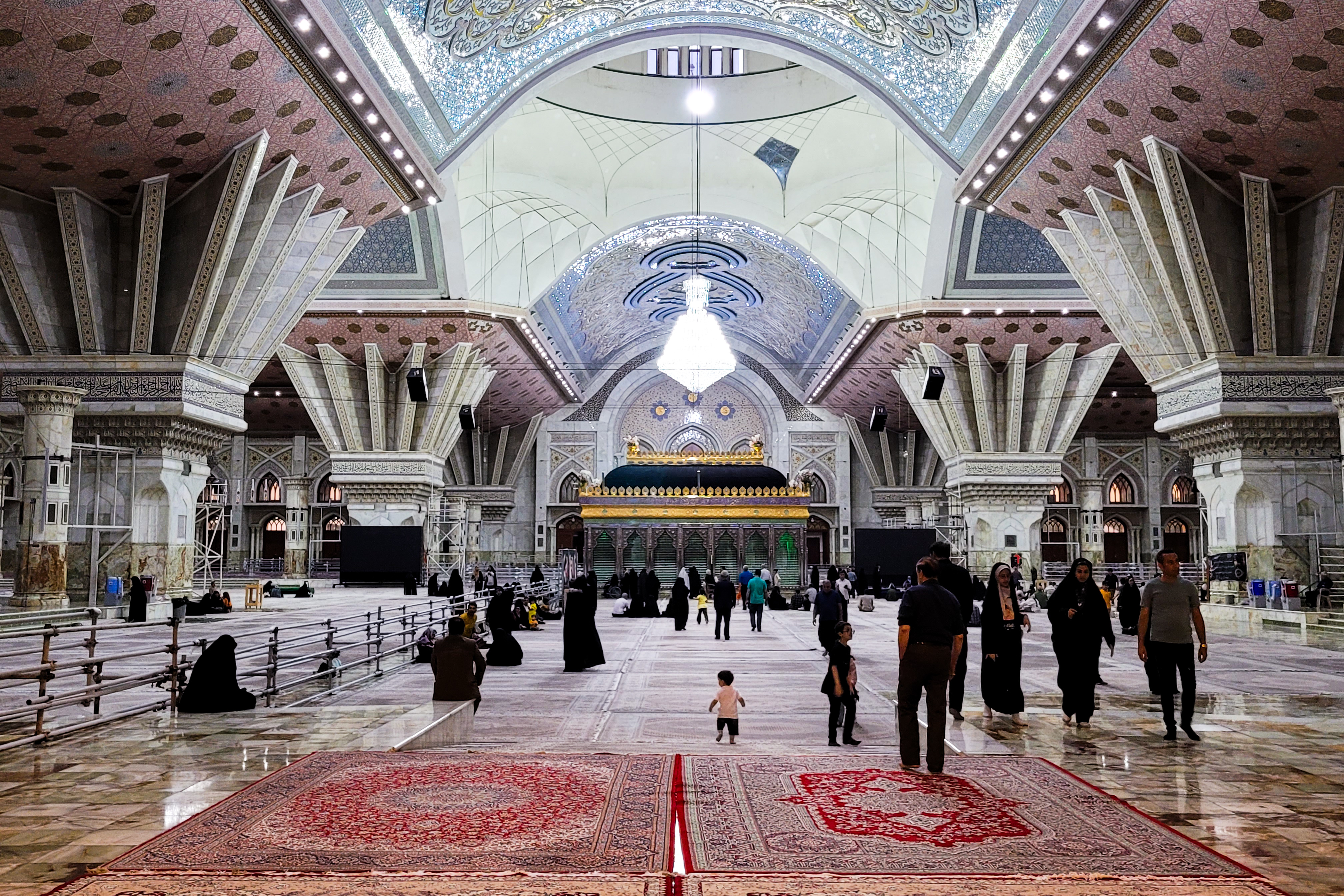
陵寢室內

霍梅尼陵的设计者是穆罕默德·德黑兰尼。从外部来看，霍梅尼陵建筑群是一座很容易被认出的地标式建筑，它的鼓座很高，上面有一金色圆顶，四个角有四座无需支持的宣礼塔。有着。整座陵墓被一巨大的矩形广场环绕，广场上能容纳大量的游客。霍梅尼陵规模庞大，还包括一面朝向墙（面向麦加克尔白）和一座祈祷堂，所以类似一座清真寺，但也被称为侯赛因尼亚。
在内部，霍梅尼的石棺安放于镀金圆顶的正下方。圆顶位于有两层的天窗的过渡带上方，天窗上装饰着绘有郁金香（在伊朗是殉教的象征）的彩色玻璃。圆顶由8根环绕石棺的大理石大柱子支撑，其他较小的柱子支撑着天花板。天花板上也装饰着天窗。地板和墙面由光滑的大理石铺就。地板上铺着精致的地毯。
非穆斯林也被允许进入霍梅尼陵。

## 葬在此的名人
- 大阿亞圖拉 鲁霍拉·穆萨维·霍梅尼
- 霍梅尼夫人 卡娣雅·薩基菲（英语：Khadijeh Saqafi）
- 霍梅尼次子 艾哈邁德·霍梅尼（英语：Ahmad Khomeini）
- 伊朗总统 阿克巴尔·哈什米·拉夫桑贾尼
- 伊朗副總統 哈桑·哈比比（英语：Hassan Habibi）
- 中將 阿里·薩亞德·希拉吉（英语：Ali Sayad Shirazi）
- 伊朗革命人物 薩德克·塔巴塔貝（英语：Sadeq Tabatabaei）
- 國會議員 馬齊耶·哈迪奇（英语：Marzieh Hadidchi）

## 照片一覽

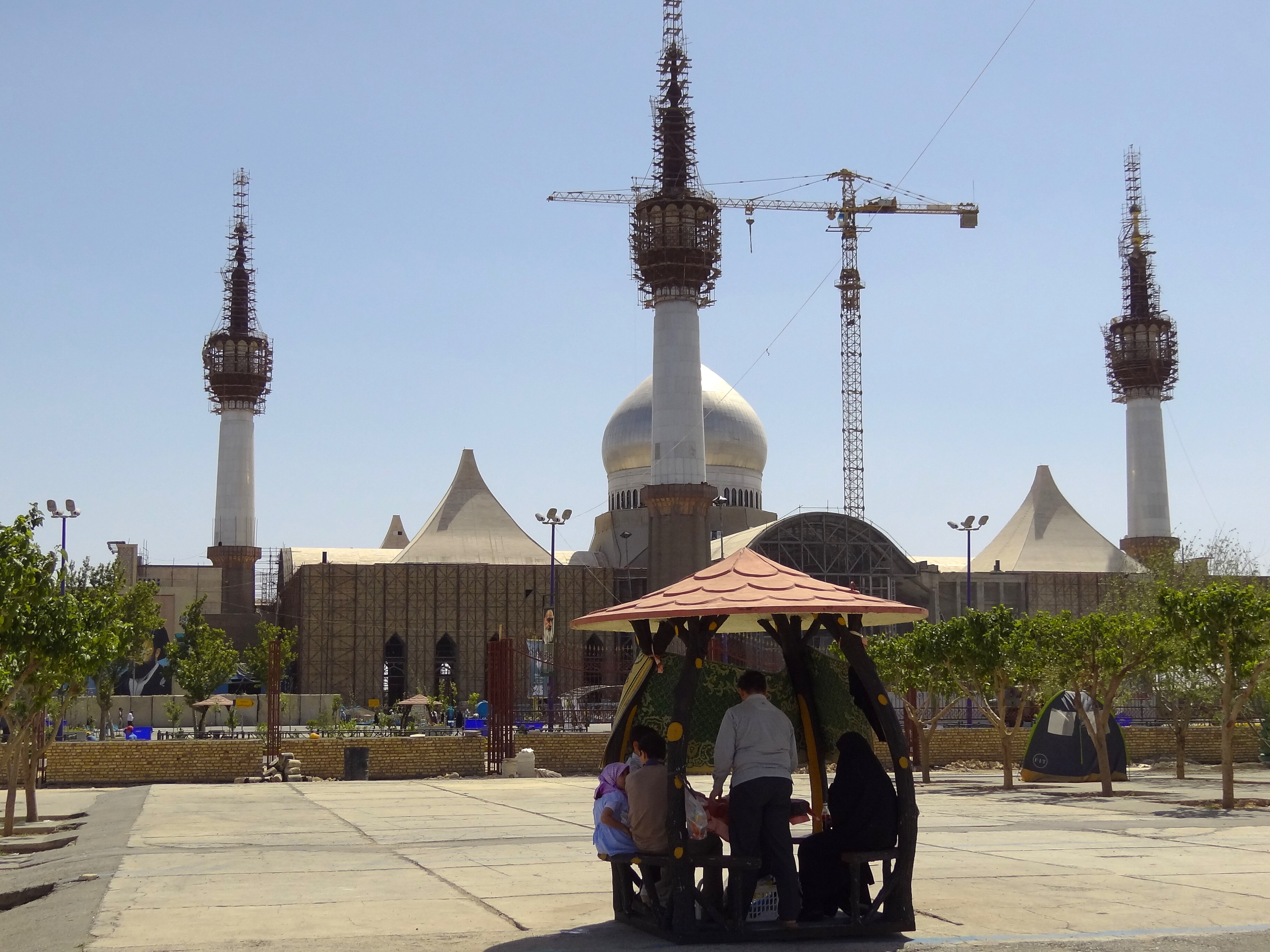
興建中的霍梅尼陵
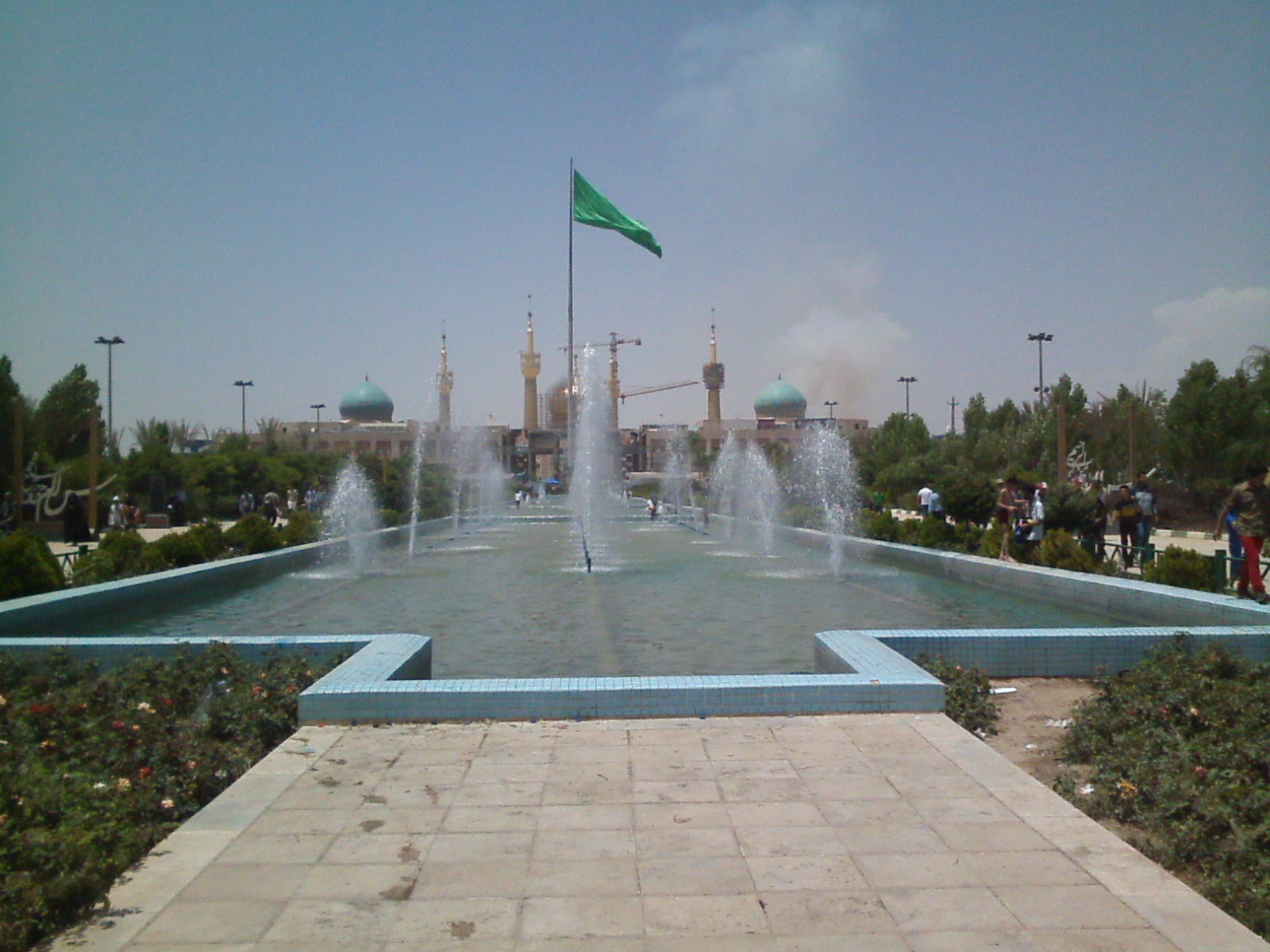
陵前噴泉
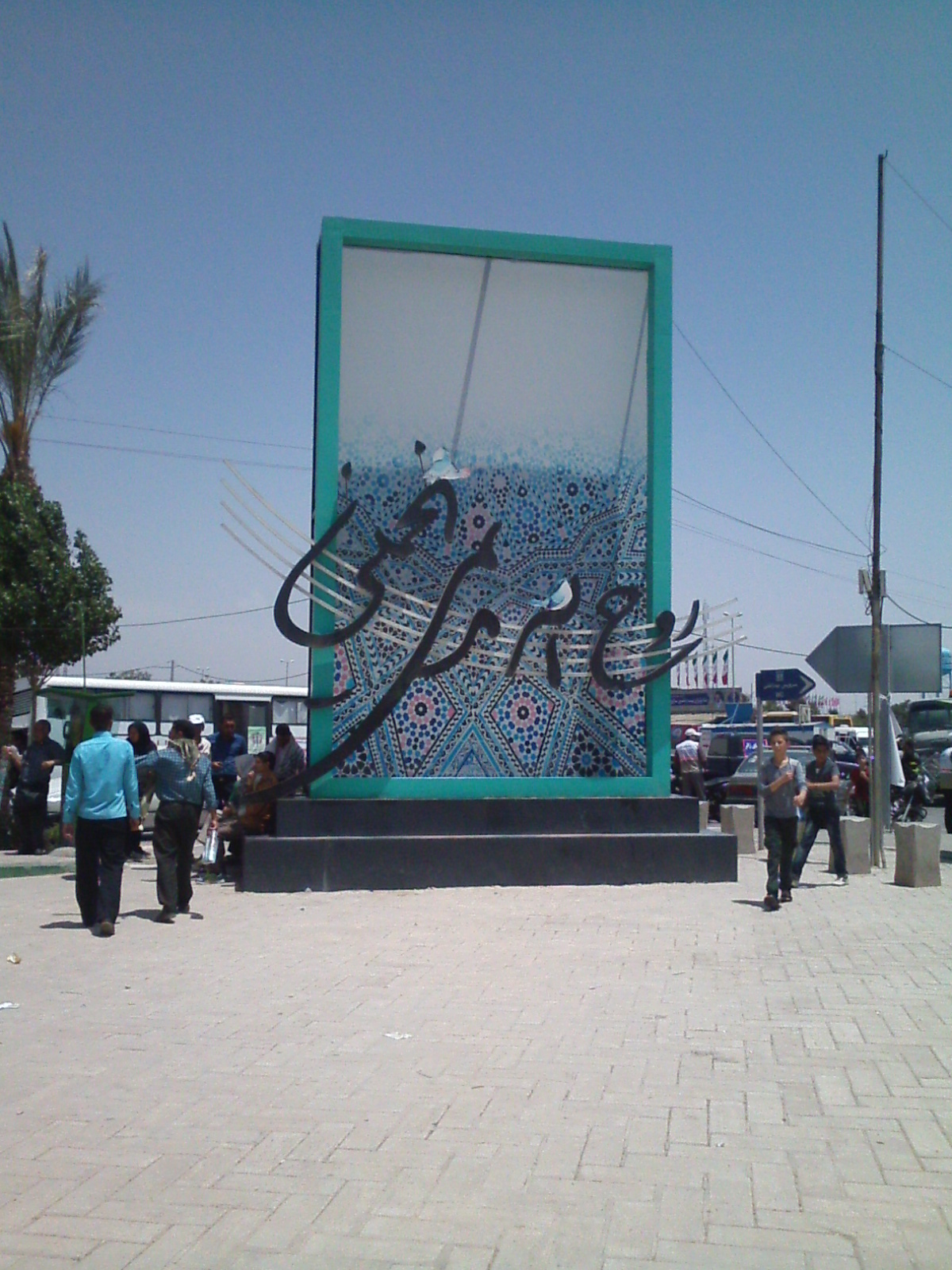
戶外廣場上的霍梅尼簽名標誌
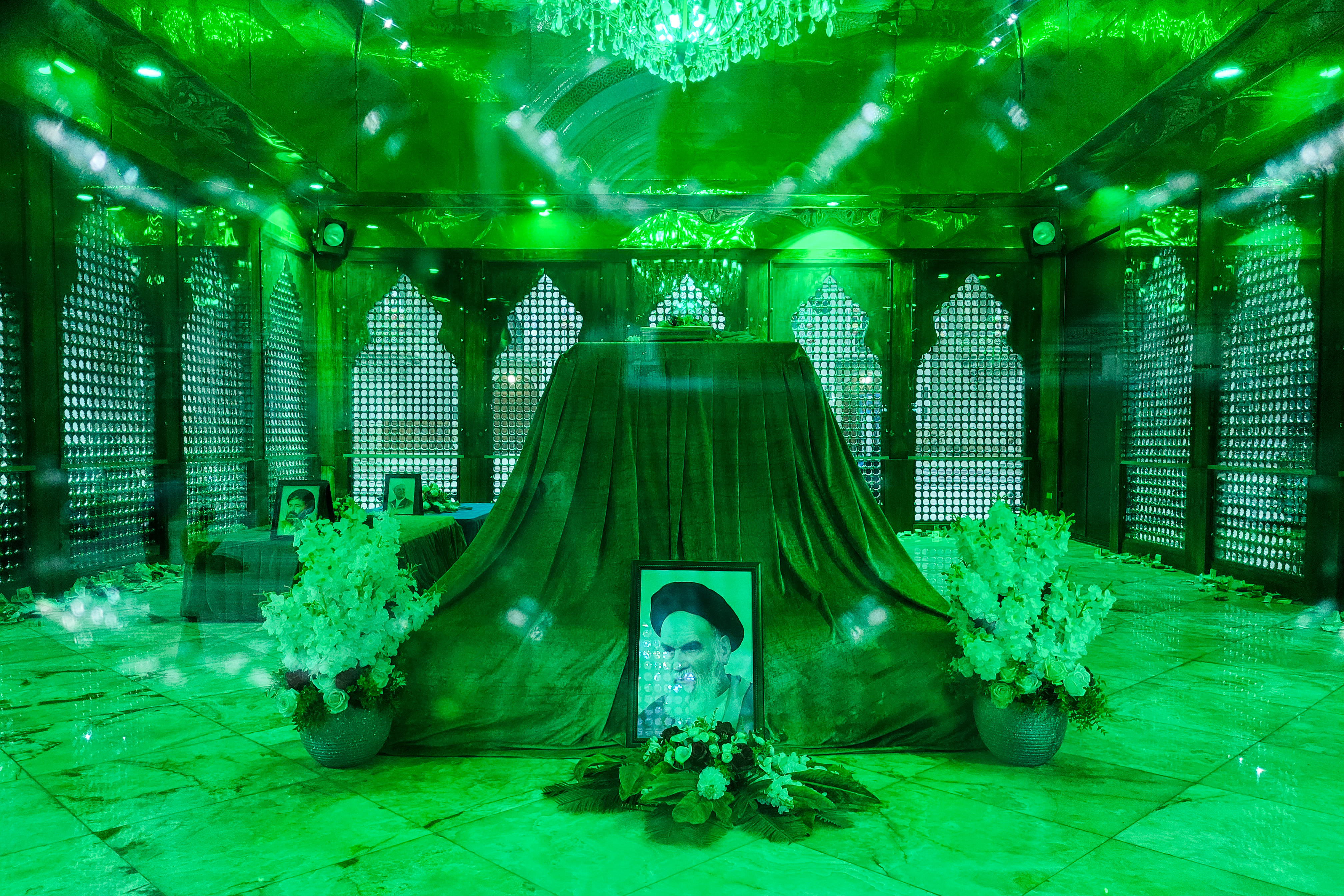
霍梅尼靈柩
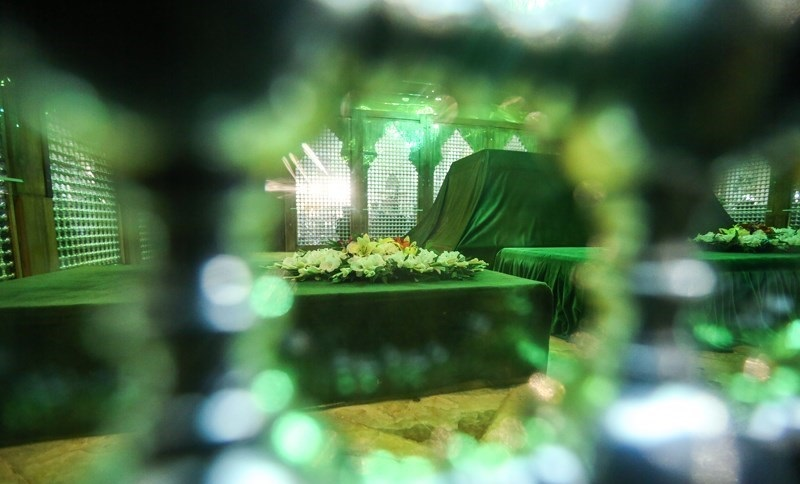
阿克巴尔·哈什米·拉夫桑贾尼棺木